# Acropteris striataria
Acropteris striataria es una especie de polilla del género Acropteris, familia Uraniidae.

## Taxonomía
Fue descrita científicamente por Clerck en 1764.